# Emil Rameau
Emil Rameau (* 13. August 1878 als Emil Pulvermacher in Berlin; † 9. September 1957 ebenda) war ein deutscher Schauspieler und Theaterregisseur.

## Leben
Emil Pulvermacher besuchte die Realschule in Berlin und entschloss sich danach, Schauspieler zu werden. Er gab sein Bühnendebüt als Emil Rameau im Jahre 1898 als Marcellus in Julius Cäsar am Stadttheater von Bromberg, wo er bis 1901 spielte. Anschließend erhielt er bis 1906 ein Engagement in Zürich. 1906 kam er an das Schillertheater in Berlin, wo Max Reinhardt auf ihn aufmerksam wurde. Ab 1909 inszenierte er Stücke an der Freien Volksbühne. Von 1914 bis 1922 spielte er unter Leitung Reinhardts am Deutschen Theater. Im Jahre 1916 begann er seine Filmkarriere mit einer Nebenrolle als Armenarzt im Stummfilm Artur Imhoff. Bis zum Jahre 1933 sollte er an über 50 Filmen mitwirken. Von 1923 bis 1931 war er stellvertretender Direktor des Schillertheaters neben dem berühmten Theaterregisseur Leopold Jessner. 1932 inszenierte er außerdem an der Komischen Oper.
Nach der Machtübernahme der Nationalsozialisten verließ er 1933 Deutschland und gelangte über die Schweiz, die Niederlande, Italien und Großbritannien in die Vereinigten Staaten. In Hollywood spielte Rameau während des Zweiten Weltkrieges und den Nachkriegsjahren in über 20 Filmen, wobei seine Rollen zumeist sehr klein blieben. Er wurde vorwiegend als freundlicher älterer Mann eingesetzt, so zum Beispiel als Ingrid Bergmans italienischer Gesangslehrer Maestro Guardi in Das Haus der Lady Alquist (1944). Er drehte Ende der 1940er-Jahre seine letzten Filme in Hollywood und kehrte wieder nach Deutschland zurück, wo er 1951 erneut die stellvertretende Intendanz des Schillertheaters übernahm. Er verstarb 1957 in seiner Geburtsstadt Berlin.

## Filmografie (Auswahl)
- 1915: Artur Imhoff
- 1916: Abseits vom Glück
- 1916: Das goldene Friedelchen
- 1916: Der Sekretär der Königin
- 1916: Der Fall Klerk
- 1916: Der Mann im Spiegel
- 1916: Der chinesische Götze
- 1916: Das Geschick der Julia Tobaldi
- 1916: Das wandernde Licht
- 1916: Stein unter Steinen
- 1917: Der standhafte Benjamin
- 1917: Strandgut oder Die Rache des Meeres
- 1918: Der Ring der drei Wünsche (Co-Drehbuch)
- 1918: Die Augen der Mumie Ma
- 1918: Wehrlose Opfer
- 1919: Der Kampf um die Ehe
- 1919: Die Pantherbraut
- 1919: Colombine. Die Braut des Apachen
- 1920: Sklaven fremden Willens
- 1920: Entblätterte Blüten
- 1920: Die Fürstin Woronzoff
- 1920: Der weiße Pfau
- 1920: Madame Récamier
- 1920: Indische Rache
- 1920: Die Benefiz-Vorstellung der vier Teufel
- 1921: Der Fluch des Schweigens
- 1921: Die Geliebte Roswolskys
- 1922: Lola Montez, die Tänzerin des Königs
- 1922: Die fünf Frankfurter
- 1922: Monna Vanna
- 1923: Die Magyarenfürstin
- 1923: Wilhelm Tell
- 1924: Kampf um die Scholle
- 1925: Finale der Liebe
- 1926: Die Mühle von Sanssouci
- 1926: Die Wiskottens
- 1927: Stolzenfels am Rhein
- 1928: Die Yacht der sieben Sünden
- 1928: Das deutsche Lied
- 1930: Nur am Rhein
- 1931: Die Abenteurerin von Tunis
- 1933: Manolescu, der Fürst der Diebe
- 1941: Abrechnung in Shanghai (The Shanghai Gesture)
- 1943: Botschafter in Moskau (Mission to Moscow)
- 1944: Das Haus der Lady Alquist (Gaslight)
- 1944: Der Ring der Verschworenen (The Conspirators)
- 1946: Erfüllte Träume (Two Sisters from Boston)
- 1946: Flucht von der Teufelsinsel (The Return of Monte Cristo)
- 1948: Der Spieler (The Great Sinner)
- 1948: Triumphbogen (Arch of Triumph)
- 1948: Schrei der Großstadt (Cry of the City)
- 1949: Schwert in der Wüste (Sword in the Desert)
- 1949: Glück in Seenot (The Lady takes a Sailor)